# Dellamora bomora
Dellamora bomora is een keversoort uit de familie spartelkevers (Mordellidae). De wetenschappelijke naam van de soort is voor het eerst geldig gepubliceerd in 1949 door Ray.